# Villa Mairea

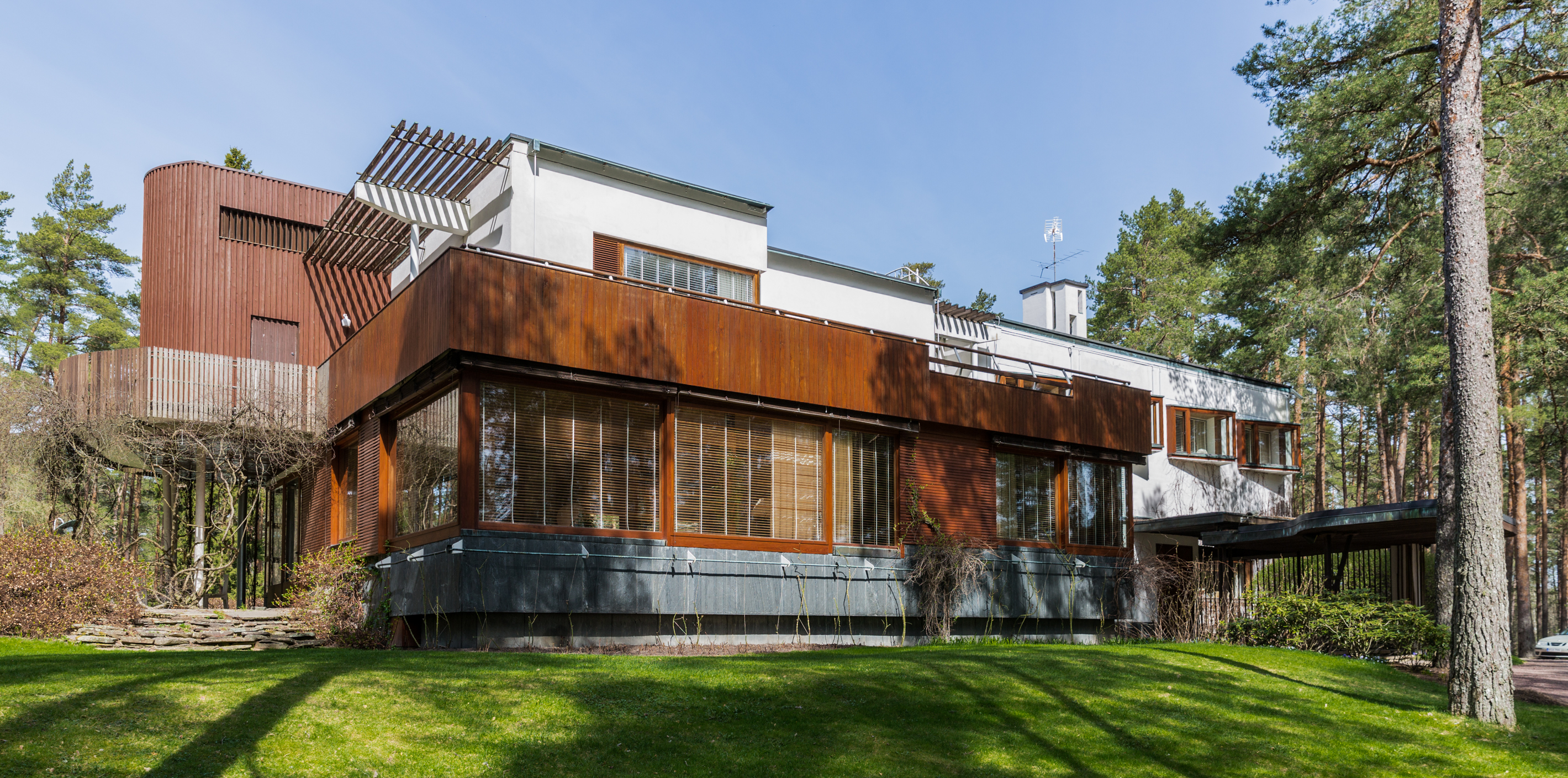
Villa Mairea

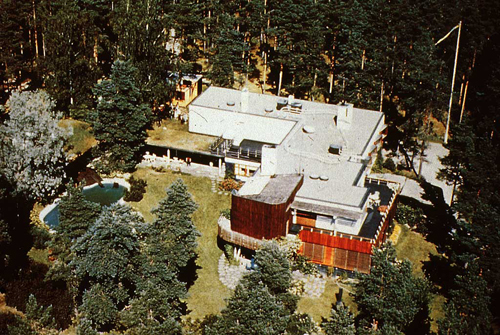
Villa Mairea

Villa Mairea är en kulturhistoriskt betydelsefull och internationellt känd byggnad i Norrmark i landskapet Satakunda. Byggnaden ritades av Alvar Aalto och stod klar 1939. Ursprungligen var villan ett residens för affärskvinnan Maire Gullichsen, född Ahlström, och hennes man Harry Gullichsen. Den ägdes senare av Ahlstrom Oy.
Alvar Aalto inspirerades till byggnadens öppna interiör av ett traditionellt finskt hus på landet. Utöver lobbyn innehåller komplexet på nedervåningen ett vardagsrum, en musikhörna, ett blomsterrum samt en matsal och kök. På övervåningen finns bland annat sovrummen, ett bibliotek och en rymlig ateljéstudio. I inredningen har man använt en hel del douglasgran från Nordamerika, som till färgen liknar tallskogen utanför.
Den japanska arkitekturens influenser ligger bland annat i kombinationerna av olika material, efterbehandlingen av detaljer, variationen av symmetriska och asymmetriska rytmer och beklädnaden av pelarna. Huvudentrén är också utformad efter japanska influenser. Vid tidpunkten för designen av Villa Mairea var Aalto intresserad av japansk arkitektur och kultur. 